# Voleibol de praia nos Jogos Sul-Americanos da Juventude de 2013
As competições de voleibol de praia nos Jogos Sul-Americanos da Juventude de 2013 ocorreram entre 22 e 26 de setembro, em Lima. Dois eventos foram disputados..

## Calendário
| Março             | 20 | 21 | 22 | 23 | 24 | 25 | 26 | 27 | 28 | 29 | T |
| ----------------- | -- | -- | -- | -- | -- | -- | -- | -- | -- | -- | - |
| Voleibol de praia |    |    |    |    |    |    |    | 2  |    |    | 2 |

## Medalhistas
| Evento    | Ouro                                          | Prata                                              | Bronze                                      |
| Masculino | Leandro Aveiro Santiago Aulisi ARG Argentina  | José Tigrito Gómez Rolando Hernández VEN Venezuela | George Wanderley Matheus Maia BRA Brasil    |
| Feminino  | Paula Hoffmann Andressa Cavalcanti BRA Brasil | Michelle Valiente Erika Mongelós PAR Paraguai      | Michelle Molina Valeria Batioja ECU Equador |

## Quadro de medalhas
| Ordem | País      | Medalha de ouro | Medalha de prata | Medalha de bronze | Total |
| ----- | --------- | --------------- | ---------------- | ----------------- | ----- |
| 1     | Brasil    | 1               |                  | 1                 | 2     |
| 2     | Argentina | 1               |                  |                   | 1     |
| 3     | Venezuela |                 | 1                |                   | 1     |
| 3     | Paraguai  |                 | 1                |                   | 1     |
| 4     | Equador   |                 |                  | 1                 | 1     |
| TOTAL | TOTAL     | 2               | 2                | 2                 | 6     |